# Осиновка (деревня, Свердловская область)
Оси́новка — деревня в Невьянском районе Свердловской области России. Входит в Невьянский муниципальный округ.

## История
В XIX и начале XX веков деревня Осиновка входила в состав Шуралинской волости Екатеринбургского уезда Пермской губернии (до 1919 г.), а затем Екатеринбургской губернии (в 1919—1923 гг.). В 1869 году в Осиновке имелась православная часовня. Согласно подворной переписи 1887 года, население деревни состояло из 575 человек (282 мужчины и 293 женщины), проживавших в 113 дворах. Грамотными были только 23 мужчины и 4 женщины, учащихся — 6. В деревне Осиновке имелось одно промышленное заведение и одна торговая лавка.

## География
Деревня Осиновка находится к северу от Екатеринбурга, к юго-востоку от Нижнего Тагила и в 15 километрах к востоку от районного центра — города Невьянска. Через Осиновку проходит автодорога местного значения Невьянск — Реж.
Деревня расположена на реке Осиновке, которая запружена в границах деревни. Чуть южнее деревни река Осиновка впадает в Большой Сап по левому берегу. Ниже по течению Большого Сапа, в 5-6 километрах по автодороге в режевском направлении, находится крупное село Конёво.

## Демография
По данным Всероссийской переписи населения 2010 года, постоянное население деревни Осиновки составляло 157 человек, из них 74 мужчины и 83 женщины. По данным переписи населения 2002 года, русские составляли 94 % от общего числа жителей деревни.
Долговременная динамика численности населения:
| Численность населения | Численность населения | Численность населения | Численность населения | Численность населения | Численность населения | Численность населения | Численность населения | Численность населения | Численность населения | Численность населения | Численность населения |
| 1858                  | 1869                  | 1887                  | 1926                  | 1937                  | 1939                  | 1959                  | 1970                  | 1979                  | 1989                  | 2002                  | 2010                  |
| --------------------- | --------------------- | --------------------- | --------------------- | --------------------- | --------------------- | --------------------- | --------------------- | --------------------- | --------------------- | --------------------- | --------------------- |
| н/д                   | 477                   | 575                   | 750                   | н/д                   | н/д                   | н/д                   | н/д                   | н/д                   | н/д                   | 175                   | 157                   |

## Инфраструктура
В деревне Осиновка действуют два православных храма:
- церковь Рождества Пресвятой Богородицы,
- церковь Иоанна Предтечи.

В деревне работают фельдшерский пункт и магазин.
Есть мемориал Героям Великой Отечественной войны.
Основная деятельность жителей — сельское хозяйство и деревообработка.